# Bokermannohyla ibitiguara
A Bokermannohyla ibitiguara a kétéltűek (Amphibia) osztályának békák (Anura) rendjébe és a levelibéka-félék (Hylidae) családjába tartozó faj. A faj korábban a Hyla nemzetségbe tartozott, egy nemrégen történt felülvizsgálat eredményeképpen került át a Bokermannohyla nembe.

## Előfordulása
A faj Brazília endemikus faja. Természetes élőhelye a szubtrópusi vagy trópusi nedves szavannák és folyók. A fajt élőhelyének elvesztése fenyegeti.

## Természetvédelem
A faj elterjedési területen belül található a Parque Nacional da Serra da Canastra nemzeti park.